# Gary Shteyngart
Gary Shteyngart, geboren als Igor Semjonovitsj Sjtejngart (Russisch: Игорь Семёнович Штейнгарт) (Leningrad, 5 juli 1972) is een in de Sovjet-Unie geboren  Amerikaans schrijver .
Shteyngart komt uit een Joods gezin, en zijn grootvader van moederskant is van Russische afkomst. Hij beschrijft zijn familie als typisch Sovjet. Zijn vader werkte als ingenieur in een Lomo-camera fabriek en zijn moeder was pianiste.
Hij en zijn familie emigreerden in 1979 naar de Verenigde Staten en groeiden op in Queens, New York.
Hij studeerde politiek aan de Stuyvesant High School in New York en aan het Oberlin College in Ohio, waar hij in 1995 zijn diploma behaalde.
Na het afronden van zijn studie werkte hij als schrijver voor non-profitorganisaties in New York.
Begin jaren negentig, Shteyngart maakte een reis naar Praag, en deze ervaring hielp hem zijn eerste roman, Handboek voor de Russische debutante ((en) : The Russian Debutante's Handbook), te creëren, die zich afspeelt in de fictieve Europese stad Prava.